# Mizan Alem
Mizan Alem (22 de enero de 2002) es una deportista de Etiopía que compite en atletismo. Ganó una medalla de oro en el Campeonato Mundial de Atletismo Sub-20 de 2021, en la prueba de 5000 m.